# The Cook, the Thief, His Wife & Her Lover
The Cook, the Thief, His Wife & Her Lover (bra: O Cozinheiro, o Ladrão, sua Mulher e o Amante; prt: O Cozinheiro, o Ladrão, a sua Mulher e o Amante Dela) é um filme franco-batavo-britânico de 1989, do gênero comédia dramática, escrito e dirigido por Peter Greenaway.

## Sinopse
Cansada de seu casamento, a mulher do dono do restaurante — um gângster — arranja um amante, com quem faz sexo nos lugares mais desconfortáveis do estabelecimento. Quando o mafioso descobre, obriga-o a comer um livro inteiro.